# Can Bassa (Palou)
Can Bassa és una masia del poble de Palou (Vallès Oriental), catalogada com a bé cultural d'interès local.

## Història
L'ocupació d'aquest indret és molt antiga, ja que a prop de la casa es van trobar unes sepultures que que podrien ser d'època romana. El 1082 s'hi documenta l'església de Santa Maria del Lledó, on es venerava la Mare de Déu del Lledó, una imatge gòtica del segle xiii que posteriorment va ser traslladada a l'església parroquial de Sant Julià, on fins al 1936 encara era venerava (actualment hi ha una còpia). El 1898, l'església en ruïnes fou enderrocada, i el 1920, les pedres foren utilitzades en la construcció de dependències de la masia annexa, probablement del segle xvi.
El 1733, pertanyia a Jeroni de Magarola i Grau, que el 1707 va rebre el títol de comte dels Quadrells de mans de l'arxiduc Carles. El 1867, el comte Víctor de Magarola i de Bru (1831-1897) es va declarar en concurs de creditors, i el 1873, la masia va passar a mans d'aquests, que el 1894 la vengueren a carta de gràcia a Clemència Merlè, esposa d'Antoni Giraudier i Monteis, un dels comissionats del concurs. Un dels creditors va impugnar la venda, la qual cosa va donar lloc a un litigi que es resolgué el 1917 amb una sentència de l'Audiencia de Barcelona a favor dels Giraudier. En aquest moment, va entrar-hi com a masover Josep Llestanós i Oliver, procedent de Marata. Posteriorment, la finca, que abastava una bona part del terme de Palou, fou parcel·lada per tal de vendre-la a 16 famílies pageses, mentre que la masia va quedar per als masovers.
A l'est del jardí es troba un lledoner molt vell que hauria donat nom a la Mare de Déu del Lledó. En una diada d'agermanament, Granollers va obsequiar Castelló de la Plana, que té com a patrona una altra Mare de Déu del Lledó, amb plançons de l'arbre de can Bassa, els quals foren plantats a la ciutat valenciana.

## Descripció
Es troba a prop de l'antic camí reial o camí de Vic, aïllada en un barri de cases de pagès disseminades a la zona nord de Palou, just al límit entre un polígon industrial i la zona rural que s'estén cap al sud.
L'edifici principal està format per dos cossos: el més antic és una torre de planta quadrangular que consta de planta baixa i tres pisos. Probablement està escapçada i actualment té una coberta a un sol vessant, de teula àrab, amb una creu al seu damunt. L'altre cos, adossat a la torre, té planta baixa, un pis i golfes. La façana principal, orientada cap a llevant, té un portal adovellat d'arc de mig punt, amb una clau central que presenta un escut amb les barres catalanes i, a sota, una creu inscrita dins d'un cercle dibuixada a sanguina. Al primer pis hi ha tres finestrals d'arc conopial i traceries lobulades. L'interior de la torre es conserva força bé, amb sostres de volta de canó a les diverses plantes. A la resta de la casa es conserva l'antiga distribució d'estances, així com diversos i variats elements decoratius i estructurals.
De la resta d'edificacions auxiliars destaquen el celler, que conserva les botes de fusta amb cèrcols de ferro, el barri i altres edificis destinats a magatzems i estables. També conserva una era de terra piconada. També una bomba per a extreure aigua del pou, del segle xix, un esmolador de dalles i altres estris de treball agrícola, com una gramadora de cànem.